# 당신의 집을 고쳐드립니다
《당신의 집을 고쳐드립니다》(영어: Extreme Makeover: Home Edition)는 미국의 리얼리티 텔레비전 시리즈이다. 선정된 가족의 집을 리모델링해준다. 2004년부터 2012년까지 타이 페닝턴의 진행 하에 ABC에서 방영되었으며, 2020년 HGTV에서 잠시 부활하여 제시 타일러 퍼거슨이 진행하였다.
2025년부터 다시 ABC에서 방송 중이다.

## 같이 보기
- (영어) 당신의 집을 고쳐드립니다  - 공식 웹사이트
- (영어) 당신의 집을 고쳐드립니다 - 인터넷 영화 데이터베이스